# Sounds Like a Melody
Sounds Like a Melody — пісня німецького гурту Alphaville з дебютного альбому Forever Young. Сингл вийшов у 1984 році. Пісня мала великий успіх у континентальній Європі та в Південній Африці, потрапивши до найкращої десятки. Вона очолила хіт-паради в Італії та Швеції та була сертифікована як «золота» в Німеччині.

## Передумови для написання пісні
Після успіху пісні Big in Japan Alphaville спочатку планував випустити як свій другий сингл іншу пісню — Forever Young. Однак керівники звукозаписної студії попросили Alphaville випустити між цими двома синглами ще одну пісню. У результаті Sounds Like a Melody була написана й аранжована лише за два дні. Співак Маріан Голд розповів про це так:
Уся ця історія була схожа на образу наших наївних інстинктів хіпі. Здавалося, що писати музику виключно заради комерційного успіху, — значить торгувати нашими віртуальними переконаннями. З іншого боку, хіба це не відкривало можливості для чудових ігор у сміливому новому світі попмузики?
Цей корпоративний тиск став причиною неприязні до цієї пісні, і понад 10 років гурт відмовлявся грати її наживо.

## Список треків

### 7-дюймовий Single WEA
1. Sounds Like a Melody — 4:29
2. The Nelson Highrise Sector One: the Elevator — 3:14

### 12-дюймовий Maxi WEA
1. Sounds Like a Melody (Special Long Version) — 7:42
2. The Nelson Highrise Sector One: the Elevator — 4:12

### 12-дюймовий жовтий вініл Maxi Record Store Day 2020
1. Sounds Like a Melody (Grant & Kelly Remix) — 8:33
2. Sounds Like a Melody (Special Long Version Remastered) — 7:43

- 7- і 12-дюймова версії сильно відрізняються від версії, випущеної пізніше в альбомі.
- B-сайд зазвичай називають просто The Elevator, а ремікс з'явився на Dreamscapes[en] 1999 року.

## Місця в чатах

### Щотижневі чарти
| Чарти (1984—01985)                | Найвище місце |
| --------------------------------- | ------------- |
| Австрія (Ö3 Austria Top 40)       | 3             |
| Бельгія (Ultratop 50 Flanders)    | 10            |
| Іспанія (AFYVE)                   | 5             |
| Італія (FIMI)                     | 1             |
| Нідерланди (Dutch Single Top 100) | 8             |
| Нідерланди (Dutch Top 40)         | 6             |
| Норвегія (VG-lista)               | 5             |
| Південна Африка (Springbok Radio) | 10            |
| Франція (SNEP)                    | 10            |
| ФРН (Official German Charts)      | 3             |
| Швейцарія (Schweizer Hitparade)   | 4             |
| Швеція (Sverigetopplistan)        | 1             |

### Щорічні чарти
| Чарт (1984)                     | Місце |
| ------------------------------- | ----- |
| Австрія (Ö3 Austria Top 40)     | 19    |
| Бельгія (Ultratop 50 Flanders)  | 80    |
| Нідерланди (Dutch Top 40)       | 80    |
| Нідерланди (Single Top 100)     | 55    |
| Швейцарія (Schweizer Hitparade) | 15    |

| Чарт (1985)    | Місце |
| -------------- | ----- |
| Франція (SNEP) | 53    |